# Chris Mahoney
Christopher „Chris“ John Mahoney (* 2. Januar 1959 in London) ist ein ehemaliger britischer Ruderer. Er gewann 1980 mit dem britischen Achter die olympische Silbermedaille.

## Karriere
Chris Mahoney belegte mit dem britischen Achter den achten Platz bei den Junioren-Weltmeisterschaften 1976. Im Jahr darauf gewann er mit dem britischen Vierer ohne Steuermann die Bronzemedaille. Von 1979 bis 1981 siegte der 1,84 m große Mahoney dreimal in Folge mit dem Achter der University of Oxford beim Boat Race. Bei den Olympischen Spielen 1980 in Moskau bestand der britische Achter aus Duncan McDougall, Allan Whitwell, Henry Clay, Chris Mahoney, Andrew Justice, John Pritchard, Malcolm McGowan, Richard Stanhope und Steuermann Colin Moynihan. Die Briten gewannen die Silbermedaille hinter dem Boot aus der DDR und vor dem Boot aus der UdSSR. 1981 bei den Weltmeisterschaften in München bildeten Mark Andrews, Chris Mahoney, Colin Seymour, John Bland, Andrew Justice, John Pritchard, Malcolm McGowan, Richard Stanhope und Colin Moynihan den britischen Achter. Es gewann das Boot aus der Sowjetunion vor den Briten und dem Boot aus den Vereinigten Staaten. 1984 trat Mahoney bei den Olympischen Spielen in Los Angeles noch einmal mit dem Achter an und belegte den fünften Platz.